# Linda Lawson
Pour les articles homonymes, voir Lawson.
Linda Lawson, née le 11 janvier 1936 à Ann Arbor, dans le Michigan) et morte le 18 mai 2022 à Woodland Hills (Los Angeles), est une actrice et chanteuse américaine.
Elle était mariée à John Foreman, producteur de cinéma. Amanda Foreman et Julie Foreman, toutes deux actrices, sont leurs filles.

## Carrière d'actrice
Dans une carrière couvrant les années 1956 à 2005, elle est apparue dans des films et de nombreuses séries télévisées.

### Séries TV
- Alfred Hitchcock présente
- Suspicion
- Maverick, dans lequel elle joue le rôle de "l'autre femme" de Clint Eastwood dans l'épisode Duel at Sundown (en).
- Aventures dans les îles de James Michener, dans lequel elle joue le rôle récurrent de Renee dans six épisodes.
- Don't Call Me Charlie (en), dans lequel elle incarne Pat Perry dans dix-huit épisodes.
- Ben Casey, dans lequel elle joue le rôle de Laura Fremont dans neuf épisodes.
- Sauvés par le gong : La Nouvelle Classe
- M Squad
- Overland Trail (en)
- La Grande Caravane, dans lequel elle joue le rôle de la princesse d'un Aztèque perdu.
- Bonanza, dans laquelle elle est apparue dans deux épisodes avec Edgar Buchanan et Telly Savalas, respectivement.
- Opération vol
- Urgences
- Le Virginien
- Bonne chance M. Lucky
- Perry Mason
- The Real McCoys (en)
- The Aquanauts
- Remous
- Tales of Wells Fargo (en)
- 77 Sunset Strip
- Intrigues à Hawaï
- Border Patrol (en)
- Colt .45 (en)
- Peter Gunn (épisode intitulé "Les Blues de Lynn", saison 1, épisode 7, novembre 1958) dans le rôle de Lynn Martel, une chanteuse de cabaret sous le contrôle dominateur d'un gangster
- Mike Hammer
- The Tall Man (en)
- Et tant d'autres.

### Films
Linda Lawson est apparue dans plusieurs films, notamment Le Clan des irréductibles et Marée nocturne.
Le 5 mai 1955, Linda Lawson a été surnommée « Miss Cue »,
en référence à une série d'essais nucléaires effectués par l'armée américaine en vertu de l'opération Teapot, et présentée dans un court-métrage, Opération Cue, distribué par le Federal Civil Defense Administration (en).

## Musique
En 1960, Linda Lawson a enregistré Introducing Linda Lawson. La musique a été réalisée et arrangée par Marty Paich.
Titres :
- Are You With Me (H. Levin, D. Robinson)
- Where Flamingos Fly (J. Kennedy, M. Spoliansky)
- But Beautiful (J. Burke, J. VanHeusen)
- Me And My Shadow (B. Rose, A. Jolson, D. Dreyer)
- You Don't Know What Love Is (Raye, DePaul)
- Easy To Love (Cole Porter)
- Meaning of the Blues (Bobby Troup, Leah Worth)
- Mood Indigo (D. Ellington, I. Mills, A. Bigard)
- Like Young (P. F. Webster, A. Previn)
- Hi-Lili-Hi-Ho (H. Deutsch, B. Kaper)
- Make The Man Love Me (D. Fields, A. Schwartz)
- Up Pops Love (R. Faith, C. Kehner)